# Calomys laucha
Calomys laucha är en däggdjursart som först beskrevs av Gotthelf Fischer von Waldheim 1814.  Calomys laucha ingår i släktet aftonmöss och familjen hamsterartade gnagare. IUCN kategoriserar arten globalt som livskraftig. Inga underarter finns listade.
Denna gnagare förekommer från södra Bolivia och södra Brasilien till norra Argentina. Habitatet utgörs av torra gräsmarker, kustlinjer och jordbruksmark. Honor föder 4 till 8 ungar per kull efter cirka 25 dagar dräktighet.